# ات‌یمزلی
ات‌یمزلی (به لاتین: Ətyeməzli، ارمنی: Էթյեմեզլի) یک منطقه مسکونی در جمهوری آذربایجان است که در شهرستان آق‌دام واقع شده است.